# HD 72462
HD 72462，又名BD-14 2564，SAO 154373、HR 3374，是一颗恒星，视星等为6.38，位于銀經238.56，銀緯14.41，其B1900.0坐标为赤經8h 27m 54.4s，赤緯-14° 14.41′ 29″。